# NGC 4789A
NGC 4789A је галаксија у сазвежђу Береникина коса која се налази на NGC листи објеката дубоког неба.
Деклинација објекта је + 27° 8' 50" а ректасцензија 12h 54m 5,5s. Привидна величина (магнитуда) објекта NGC 4789 износи 13,3 а фотографска магнитуда 13,9. NGC 4789A је још познат и под ознакама UGC 8024, MCG 5-30-120, DDO 154, CGCG 159-109, CGCG 160-4, PGC 43869.